# Харитон Куев
Харитон Куев е български аптекар, депутат и кмет на Пловдив в периода от 11 ноември до 30 декември 1919 г.

## Биография
Роден е през 1879 г. в Бяла черква. Син е на Димитър Куев – участник в Априлското въстание в четата на поп Харитон.
Завършва фармация в Прага. Съосновател на „Галенус“ (1897 г.) – първото фармацевтично дужество в България. Заселва се в Пловдив през 1904 г. Между 1909 и 1910 г. построява собствената си аптека „Марица“ (разрушена през 1979 г. за построяването на жилищен блок на нейно място). По онова време става първият собственик на автомобил в града.
Куев е депутат в V велико народно събрание през 1911 г. Между 11 ноември и 30 декември 1919 г. е кмет на Пловдив.
Подпомага финансово бедните пловдивчани, отделно дава пари за възстановяване на щетите от голямото земетресение през 1928 г. С негови пари е построен Домът за култура и физическо възпитание в кв. Кършияка.

## Галерия
- Основатели на „Галенус“. Харитон Куев e вторият седящ от дясно на ляво.
- Аптека „Марица“ - Пловдив, 1912
- Харитон Д. Куев, 1920 г.
- Сватбена снимка на Харитон и Еленка Куеви, около 1908 г.
- Сватбена снимка на Харитон и Еленка Куеви (в средата, седнали), около 1908 г.